# Blasco de Garay
Pour les articles homonymes, voir Garay.
Blasco de Garay, né vers 1500 et mort en 1552, est un navigateur, capitaine et inventeur espagnol.

## Biographie
Capitaine dans la marine espagnole sous Charles Quint, il met au point plusieurs inventions, dont des appareils de plongée et un système de roue à aubes en remplacement des avirons.
En 1825, Tomás González Hernández, un archiviste espagnol, affirma avoir découvert des documents qui prouvaient que Garay avait expérimenté un navire propulsé à la vapeur le 17 juin 1543 dans le port de Barcelone. Cependant, ces déclarations sont discréditées par les autorités espagnoles.

## Inventions
Garay fit parvenir à l'empereur un document dans lequel il réclamait la paternité de huit inventions, dont notamment :
1. Une manière de découvrir des appareils sous l'eau, à l'aide de deux hommes ;
2. Un appareil permettant à n'importe qui d'être sous l'eau indéfiniment ;
3. Un appareil permettant de détecter des objets sur le fond marin à l'œil nu ;
4. Une manière de maintenir une flamme sous l'eau ;
5. Une manière d'adoucir l'eau saumâtre.

## Controverse du bateau à vapeur
En 1825, Tomás González, directeur des archives royales de Simancas, contacta l'historien Martín Fernández Navarrete (en), car il affirmait avoir découvert des documents qui attestaient que Blasco de Garay avait expérimenté un bateau propulsé à la vapeur, sans voiles ni avirons, dans le port de Barcelone le 17 juin 1543. Navarrete fit part de la déclaration de González's en 1826 dans le Baron de Zach's Astronomical Correspondence. 
La déclaration est spectaculaire puisque les bateaux à vapeur ne furent connus en Espagne qu'à partir de 1817, avec le Real Fernando parcourant le Guadalquivir entre Séville et Sanlúcar de Barrameda,.
L'absence des documents mentionnés par González entraîna une controverse, notamment entre des académiciens français et espagnols. L'affaire fit tant de bruit qu'Honoré de Balzac s'en inspira pour sa comédie en cinq actes Les Ressources de Quinola,, présentée en première à Paris le 19 mars 1842,.
Les déclarations de González furent par la suite discréditées par les autorités espagnoles.